# Dammtjärnet (Järnskogs socken, Värmland, 662478-128861)
Dammtjärnet är en sjö i Eda kommun i Värmland och ingår i Göta älvs huvudavrinningsområde.